# Nova Breznica
Nova Breznica (makedonska: Нова Брезница) är en ort i Nordmakedonien. Den ligger i kommunen Sopište, i den centrala delen av landet, 18 km sydväst om huvudstaden Skopje. Nova Breznica ligger 766 meter över havet och antalet invånare är 276.